# Robert Oswald Röseler
Robert Oswald Röseler (* 30. Juli 1882 in Lopienno, Kreis Wongrowitz, Posen, heute Polen; † 20. Oktober 1971 in Madison, Wisconsin, USA) war ein deutsch-amerikanischer Germanist.

## Leben
Robert Oswald Röseler, wurde im Jahr 1882 als Sohn einer über mehrere Generationen tätigen Glasmacherfamilie in der damaligen Provinz Posen geboren. Sein Vater August Ludwig Albert Röseler war zunächst in der Glashütte Thure, Kreis Schubin, beschäftigt, ehe er Mitte der 1870er Jahre mutmaßlich aus wirtschaftlichen Gründen nach Lopienno übersiedelte und als Postagent arbeitete, seine Mutter hieß Auguste Mathilde geborene Gundlach und stammte ebenso aus einer in der Gegend tätigen Glasmacherfamilie. Er hatte insgesamt fünf, gleichfalls in der Provinz Posen geborene Geschwister.
Seine Schulbildung erhielt Robert Oswald Röseler im Gymnasium in Posen, wo er anschließend auch die Universität besuchte und 1905 die Befähigung erhielt, als Lehrer in weiterführenden Schulen die Fächer Geschichte, Geographie und Geologie zu unterrichten. Zwischenzeitlich hatte er teilweise auch an den Universitäten in Jena und Leipzig studiert. Zwischen 1905 und 1909 unterrichtete Röseler an den Realschulen Czarnikau und Schneidemühl, von 1909 bis 1910 an einem Vorläufer des Herder-Instituts in Riga und von 1910 bis 1911 an der Deutschen Schule in Odessa, seinerzeit zu Russland gehörend. Im Jahr 1911 kehrte er nach Deutschland zurück und wurde an die Fakultät des Lehrerseminars zu Koschmin berufen, wo er bis 1913 beschäftigt blieb.
Nachdem Röseler anschließend an eine weiterführende Schule in Berlin gegangen war, wurde ihm eine einjährige Austauschprofessur in europäischer Geschichte am Milwaukee-Lehrerseminar angeboten. Aufgrund des Ausbruchs des Ersten Weltkriegs konnte er anschließend nicht nach Deutschland zurückkehren und blieb bis 1918 am Milwaukee-Lehrerseminar, bis dieses 1918 schließen musste. In dieser Zeit lernte Röseler auch seine Frau Anna Marie Metschl, eine Absolventin des Lehrerseminars, kennen, die er 1918 heiratete und von der er drei Kinder bekam: Herbert Wolfgang Röseler, Nancy Elisabeth Röseler und Gerhart Norbert Albert Röseler.
Im Jahr 1920 wurde Röseler Rektor der Deutschen Oberrealschule in Mexiko-Stadt, ab 1923 lehrte er zusätzlich an der "Mexican Officers Training School". 1925 kehrte er zurück in die USA und arbeitete zunächst als Instructor, später Assoc. Prof. of German an der Ohio State University in Columbus. Hier promovierte Röseler 1928 mit seiner Dissertation "A Reinterpretation of Kant’s Moral and Educational Philosophy with Reference to Present-Day Educational Problems." und erhielt den Ph. D.-Abschluss. Von 1932 bis 1941 lehrte er als Professor an der German Summer School des Middlebury College in Bristol (Vermont) und von 1934 bis 1952 als Milwaukee-Seminar-Professor für Deutsch an der University of Wisconsin in Madison. Hier wurde er gleichzeitig und bis zur Pensionierung im Jahr 1952 auch Herausgeber der Monatshefte für deutschen Unterricht. Kurz vor seiner Pensionierung war er im Jahr 1952 als Professor an der Summer School der University of Colorado tätig.

## Veröffentlichungen (Auswahl)
- Der deutsche Volksschullehrerstand. In: Monatshefte 15 (1914), S. 265–278.
- College German, in Zusammenarbeit mit M. Blakemore Evans, F. S. Crofts & Co., New York 1931, überarbeitete Auflagen in 1933, 1935 und 1939.
- Das Rheinland. Easy Readings, in Zusammenarbeit mit M. Blakemore Evans, F. S. Crofts & Co., New York 1934.
- Altes und Neues, in Zusammenarbeit mit Adelaide Ber, Henry Holt, New York 1934.
- Workbook for the Fourth Edition of College German, in Zusammenarbeit mit M. Blakemore Evans, F. S. Crofts & Co., New York 1939.
- Shorter College German, in Zusammenarbeit mit M. Blakemore Evans, Appleton-Century Crofts, New York 1943, überarbeitete Auflage in 1949.
- Say It in German, in Zusammenarbeit mit M. Blakemore Evans, Appleton-Century Crofts, New York 1945.
- German in Review. A concise survey of grammar, New York 1943.
- Kant’s Theory of Freedom as an Ethical Postulate. In: Monatshefte 39 (1947), S. 322–334.
- Principles of Kant’s Educational Theory. In: Monatshefte 40 (1948), S. 279–289.
- Goethe und der Jenaer "Atheismusstreit". In: Monatshefte 41 (1949), S. 351–364.
- Modern Language Study – A Necessity in Our Time. In: Monatshefte 42 (1950), S. 281–289.